# Inmigración en Azerbaiyán
Azerbaiyán, no siendo un destino popular para los inmigrantes, ha experimentado picos relevantes de inmigración solo después de la Unión Soviética. El saldo migratorio del país es positivo, es decir, menos personas dejan el país de cuantas requieren la residencia permanente. La mayor parte de los inmigrantes son azeríes que han vivido en el extranjero durante los últimos años, sobre todo en los países de la CEI y que quieren obtener la ciudadanía de Azerbaiyán. Entre los extranjeros que quieren emigrar a Azerbaiyán, la mayoría son turcos e iraníes, así como también representantes de otras nacionalidades que han contraído matrimonio con un ciudadano (o ciudadana) de Azerbaiyán. En el 2010, uno de cada 8 residentes de Azerbaiyán era un inmigrante, de los que más del 90 % son azeríes y el 70 % de estos proviene de los territorios ocupados por Armenia.

## Inmigrantes
Hay tantas etnias de inmigrantes y de diversas nacionalidades entre los que llegan en Azerbaiyán pero los tres grupos más numerosos son:
1. Azeríes étnicos: Son los que más frecuentemente entran en el país, así como los representantes de algunas minorías étnicas que habitan en el país en los centros habitados (talisci, lezgini, avari, etc.). Este grupo incluye personas provenientes de Azerbaiyán, que han vivido a lo largo de tiempo en otras repúblicas de la Unión Soviética. La mayor parte de ellos han recibido instrucción en las universidades rusas y ucranianas. Después de la licenciatura están quedados a vivir y trabajar en estas mismas repúblicas. A veces tales personas provenientes de Azerbaiyán crean familias mixtas. El derrumbe de la Unión Soviética ha empujado a muchos de ellos a volver a su patria, en Azerbaiyán. Sus familias se están transferidas con ellos. Antes a menudo esposas e hijos visitaban Azerbaiyán sólo en los días festivos y durante las vacaciones.
2. El segundo grupo está compuesto de azeríes, principalmente provenientes de la Georgia, que residen cerca de la frontera con la Azerbaiyán. Por varios motivos, muchos de ellos intentan inmigrar s Azerbaiyán.
3. El tercer grupo incluye inmigrantes por motivos de trabajo proveniente de diversos países (sobre todo de países de mayoría musulmana, como Turquía, India, Pakistán, Bangladés, etcétera) que llegan en el país para encontrar un sitio de trabajo o abrir la propia actividad comercial. Algunos de estos inmigrantes llegan en el país para la instrucción superior (por ejemplo de la Turquía, Irán) y después quedan aquí para trabajar y luego comienzan a formar sus familias en Azerbaiyán.[3]

## Economía
Los inmigrantes pagan 1000 manat (aproximadamente, $587,96) como tasas cada año para trabajar en Azerbaiyán por cinco años.
Hay 12 898 inmigrantes provenientes de 95 diversos países que han sido registrados a partir del año 2012. Las estadísticas muestran que los inmigrantes del trabajo (migración de mano de obra) llegan en Azerbaiyán principalmente de Turquía y Georgia. Los turcos trabajan principalmente en el sector de la construcción, mientras que los georgianos eligen los sectores de los servicios de la economía azerbaigiana.
Es sin duda que la inmigración legal favorece más el PIB del país de origen que del país destino, mientras la inmigración ilegal daña esta última.

## Normas sobre la inmigración

### Normas y documente para los inmigrantes
La persona que pretende obtener la ciudadanía de la República de Azerbaiyán debe dirigirse al servicio de inmigración estatal de la República de la Azerbaiyán con el formulario de pregunta recopilada en el nombre del Presidente de la República de Azerbaiyán.
Hay un elenco de los documentos necesarios para obtener la ciudadanía de la República de Azerbaiyán que estar unidos al formulario de pregunta. Esta solicitud se aplica a los ciudadanos extranjeros y a los apátridas.
- 4 foto de las dimensiones de 3 × 4 cm.
- Certificado del lugar de residencia sobre la composición de la familia.
- Documento sobre el pago del impuesto estatal.
- Certificado del lugar de residencia sobre la estancia en la República de Azerbaiyán para los últimos cinco años.
- Certificado del Ministerio de la Instrucción sobre el conocimiento de la lengua azerí, propia del estado de la República de Azerbaiyán.
- Copia del permiso de estancia permanente en el territorio de la República de Azerbaiyán o una copia del certificado de refugiado liberado a la persona que ha sido concedida el estatus de refugiado.
- Copia del pasaporte o de otro documento de viaje.
- Documento que confirme la existencia de una fuente legal de renta (uno de los siguientes documentos: un certificado de collocamento, un certificado de cobro de una pensión, un subsidio o una asistencia social mirata, un certificado de la autoridad fiscal sobre la renta de un individuo, un cheque al núcleo familiarizado, un certificado de la renta de una persona debajo tutela, certificado de la legislación a la herencia, etc.)[5]

## Refugiados y solicitantes de asilo
En Azerbaiyán, los inmigrantes clandestinos son aquellos que:
1. Entraron en Azerbaiyán sin permiso de las autoridades.
2. Entraron con documentos falsificados.
3. Han superado el plazo de sus visas y continúan en el país.

En 2010, el Servicio de Migración estatal de Azerbaiyán expulsó del país aproximadamente 8500 ciudadanos extranjeros o apátridas.
En Azerbaiyán existen las siguientes formas de protección internacional, en conformidad con la ley del 1999 sobre el estatus de los refugiados y de las personas internamente:
- El estatus de refugiado: conforme a la Convención de Ginebra.

- Asilo político: una persona llegada en el territorio de la República de Azerbaiyán, que ha pedido la concesión del estatus de refugiado o entiende de hacerlo está considerado como solicitante de asilo primero de coger una decisión sobre la concesión o el rechazo del estatus de refugiado.[7]